# Guy Banister
William Guy Banister (Monroe, 7 marzo 1901 – New Orleans, 6 giugno 1964) è stato un investigatore statunitense, un impiegato del Federal Bureau of Investigation, un assistente sovrintendente del dipartimento di polizia di New Orleans.
Dopo la sua morte, ha acquisito notorietà dalle accuse fatte dal procuratore distrettuale di New Orleans Jim Garrison di essere stato coinvolto nell'assassinio di John F. Kennedy.
Era un fervente anticomunista, presunto membro dei "Minutemen", della John Birch Society, del Louisiana Committee on Un-American Activities e presunto editore del Louisiana Intelligence Digest. Ha anche sostenuto vari gruppi anti-castristi nell'area di New Orleans: "Cuban Democratic Revolutionary Front", "Anti-Communist League of the Caribbean", "Friends of Democratic Cuba".
Secondo il quotidiano New Orleans States-Item, Banister "ha partecipato a ogni rivoluzione anticomunista che ha avuto nel Sud America e nel Centro America, agendo come un uomo di collegamento chiave per le attività anticomuniste sponsorizzate dal governo degli Stati Uniti in America Latina".

## Biografia
Banister è nato a Monroe, in Louisiana, era il maggiore di sette figli. Dopo aver studiato all'Università statale della Louisiana, è entrato a far parte del dipartimento di polizia di Monroe.

### Carriera nelle forze dell'ordine
Nel 1934, Banister entrò a far parte del Federal Bureau of Investigation. Era presente all'uccisione del gangster John Dillinger. Inizialmente di stanza a Indianapolis, si è poi trasferito a New York, dove venne impiegato nelle indagini del Partito Comunista degli Stati Uniti d'America. Il direttore dell'FBI, J. Edgar Hoover, rimase favorevolmente colpito dal lavoro di Banister e, nel 1938, fu promosso a dirigere l'unità dell'FBI a Butte, nel Montana. Ha prestato servizio anche a Oklahoma City, Minneapolis e Chicago. A Chicago, era l'agente speciale in carica per l'FBI, si ritirò dall'FBI nel 1954.
Banister si trasferì in Louisiana e, nel gennaio 1955, divenne assistente sovrintendente del dipartimento di polizia di New Orleans, dove gli fu affidato il compito di indagare sulla criminalità organizzata e sulla corruzione all'interno delle forze di polizia. In seguito è emerso che è stato anche impiegato nel controllare il ruolo che degli attivisti politici di sinistra stavano ricoprendo nella lotta per i diritti civili a New Orleans. Nei campus dell'Università Tulane e della Louisiana State University, gestiva una rete di informatori che raccoglievano informazioni sulle attività "comuniste".
Ha presentato rapporti sulle sue scoperte all'FBI tramite i suoi contatti. Nel marzo 1957, fu sospeso per aver estratto una pistola in pubblico in un bar e aver minacciato un cameriere; sospensione che terminò nel giugno dello stesso anno, al tempo stesso, quando si è rifiutato di essere trasferito nel N.O.P.D.'s Planning Department, è stato licenziato.

### Morte
Banister morì di trombosi coronarica il 6 giugno 1964. Le cartelle di Banister andarono a varie persone dopo la sua morte. Più tardi, il vice procuratore distrettuale di New Orleans, Andrew Sciambra, ha intervistato la vedova di Banister. Gli disse che aveva visto alcuni volantini di Fair Play per Cuba nell'ufficio di Banister quando andò lì dopo la sua morte.

## Investigazione privata, Cuba, Oswald, Marcello
Dopo aver lasciato il dipartimento di polizia di New Orleans, Banister ha fondato la sua agenzia investigativa privata: la Guy Banister Associates, Inc. al 434 di Balter Building. Nel giugno 1960, Banister trasferì il suo ufficio al 531 Lafayette Street, al piano terra del Newman Building. Dietro l'angolo ma nello stesso edificio, con un ingresso diverso, c'era l'indirizzo 544 Camp Street, che in seguito sarebbe stato trovato stampato sui volantini del Fair Play for Cuba Committee distribuiti da Lee Harvey Oswald, il sospetto assassino del presidente John F. Kennedy. Il Newman Building ospitava gruppi militanti anticastristi, tra cui il Cuban Revolutionary Council (dall'ottobre 1961 al febbraio 1962), così come il Crusade to Free Cuba Committee di Sergio Arcacha Smith.
L'ufficio di Banister era a pochi passi dagli uffici di New Orleans dell'FBI, della CIA, dell'Office of Naval Intelligence e della Reily Coffee Company (datore di lavoro di Lee Harvey Oswald e sostenitore dei cubani anticastristi). Banister è stato implicato in un'incursione del 1961 in un deposito di munizioni a Houma, in Louisiana, in cui "varie armi, granate e munizioni sono state rubate ... che sarebbero state viste impilate nella stanza sul retro di Banister da diversi testimoni". Il quotidiano New Orleans States-Item ha riportato un'accusa secondo cui Banister è servito come fornitore di munizioni per la fallita invasione di Cuba dell'Aprile 1961 e ha continuato a commerciare armi dal suo ufficio fino al 1963. Nel 1962, Banister avrebbe inviato un socio, Maurice Brooks Gatlin, consulente legale della "Anti-Communist League of the Caribbean" di Banister, a Parigi per consegnare una valigia contenente 200000 $ per l'OAS francese.
Nel 1963, David Ferrie, attivista anticastrista di Banister, iniziò a lavorare per un avvocato di nome G. Wray Gill e per il suo cliente, il boss della mafia di New Orleans Carlos Marcello: si trovarono coinvolti in diversi tentativi di bloccare la deportazione di Marcello in Guatemala. All'inizio del 1962, Banister ha assistito David Ferrie in una disputa con la Eastern Airlines riguardante le accuse mosse contro Ferrie dalla compagnia aerea e dalla polizia di New Orleans per "crimini contro la natura ed estorsione". Durante questo periodo, Ferrie è stata spesso vista nell'ufficio di Banister, e Banister servì come testimone per Ferrie nell'udienza del consiglio di amministrazione del suo pilota di linea nell'estate del 1963.

## Assassinio di JFK e processo a Clay Shaw
Il pomeriggio del 22 novembre 1963, il giorno in cui il presidente John F. Kennedy fu assassinato, Banister e uno dei suoi investigatori, Jack Martin, stavano bevendo insieme al Katzenjammer Bar, situato accanto al 544 Camp Street a New Orleans. Al loro ritorno nell'ufficio di Banister, i due uomini hanno avuto una discussione: Banister credeva che Martin avesse rubato alcuni documenti dal suo archivio ed estrasse il suo revolver Magnum .357, colpendolo diverse volte alla testa con il pesante calcio. Durante l'alterco Martin ha gridato: "Cosa hai intenzione di fare - uccidermi come avete fatto tutti con Kennedy?" Martin rimase gravemente ferito e fu curato al Charity Hospital.
Nei giorni successivi, Martin ha detto alle autorità e ai giornalisti che l'attivista David Ferrie era stato coinvolto nell'omicidio del Presidente Kennedy. Affermò che Ferrie conosceva Lee Oswald dai tempi della pattuglia aerea civile di New Orleans e che Ferrie avrebbe potuto insegnare a Oswald come usare un fucile con mirino telescopico. Martin ha anche affermato che Ferrie ha guidato in Texas il giorno dell'assassinio di Kennedy, per servire come pilota nella fuga degli assassini. I testimoni intervistati dallo United States House Select Committee on Assassinations indicarono che Banister "era a conoscenza di Oswald e del suo Comitato Fair Play per Cuba prima dell'assassinio". La segretaria di Banister, Delphine Roberts, ha dichiarato ad Anthony Summers che Oswald "sembrava avere rapporti familiari con Banister e con l'ufficio [di Banister]". Roberts ha detto: "Da quanto ho capito, aveva l'uso di un ufficio al secondo piano, sopra l'ufficio principale dove lavoravamo. Poi, più volte, il signor Banister mi ha portato di sopra e nell'ufficio sopra ho visto vari scritti attaccato al muro relativo a Cuba. Lassù c'erano vari volantini relativi al Fair Play per Cuba." L'indagine sulle affermazioni di Roberts portò alla conclusione che "non è stato possibile determinare l'attendibilità delle sue dichiarazioni". Le presunte attività di Banister, Ferrie e Oswald raggiunsero il procuratore distrettuale di New Orleans Jim Garrison che, alla fine del 1966, si era molto interessato agli aspetti di New Orleans dell'assassinio.
Nel dicembre 1966, Garrison ha interrogato Martin su queste attività. Martin ha affermato che Banister, Ferrie e un gruppo di esiliati cubani anti-castristi erano coinvolti in operazioni contro Cuba di Fidel Castro,. Mentre Garrison continuava le sue indagini, si convinse che un gruppo di attivisti di destra , tra cui Banister, Ferrie e Clay Shaw, erano coinvolti in una cospirazione con elementi della CIA per uccidere Kennedy. Garrison avrebbe poi affermato che il motivo dell'assassinio era la rabbia per i tentativi di Kennedy di ottenere un accordo di pace sia a Cuba che in Vietnam. Garrison credeva anche che Banister, Shaw e Ferrie avessero cospirato per rendere Oswald il capro espiatorio nell'assassinio di JFK.

## Post JFK
La pubblicazione di Banister, il Louisiana Intelligence Digest, sosteneva che il movimento per i diritti civili faceva parte di una cospirazione comunista internazionale implicando, quindi, l'accusa di tradimento.

## Rappresentazioni di fantasia
Banister è un personaggio del film JFK - Un caso ancora aperto di Oliver Stone, in cui è interpretato da Edward Asner. È al centro della trama del romanzo Libra di Don DeLillo. Guy Banister appare come un personaggio nel romanzo American Tabloid di James Ellroy, e nel suo sequel Sei pezzi da mille. In American Tabloid, Banister organizza l'assassinio di John Kennedy, basato sul piano originale di Ward Littell. Littell è uno dei personaggi principali della storia. In Sei pezzi da mille, Guy Banister viene assassinato da Chuck Rogers su ordine di Carlos Marcello.